# 千代ニュータウンバスストップ
千代ニュータウンバスストップ（ちよニュータウンバスストップ）は、福岡県北九州市八幡西区の北九州高速道路4号線上にあるバス停留所である。バス停名として高速千代ニュータウンの名称が使われる。住宅街に隣接しているため、利用者の多い停留所である。

## 停車する高速バス
| 路線愛称                 | 運行会社       | 下り線側（八幡）方面                             | 上り線側（門司）方面                                                   |
| ------------------------ | -------------- | ------------------------------------------------ | ---------------------------------------------------------------------- |
| ひきの号                 | 西日本鉄道     | 直方PA・若宮IC・福岡（蔵本・中洲・天神高速BT）   | 引野口・三萩野・小倉駅前・砂津                                         |
| いとうづ号               | 西日本鉄道     | 直方PA・若宮IC・福岡（蔵本・中洲・天神高速BT）   | 引野口・高速皿倉山ケーブル・到津の森公園前・西小倉駅前・小倉駅前・砂津 |
| 北九州空港エアポートバス | 西鉄バス北九州 | 北九州空港                                       | （降車のみ）                                                           |
| 出島号                   | 長崎県交通局   | 高速基山・大村IC・諫早IC・長崎（昭和町・長崎駅前 | （降車のみ）                                                           |

## バス停留所への交通手段
- 西鉄バス北九州・千代四丁目バス停
75番（西鉄黒崎バスセンター／香月営業所行）等の便が停車する。
nimocaを用いる場合、同一バス停として扱われるため乗継割引が適用される。

## 隣
- 北九州エアポートバス
引野口 -  高速千代ニュータウン - 八幡IC
- 上記以外の各便
引野口 - 高速千代ニュータウン - 直方PA